# مت اسمیت (بازیکن فوتبال، زاده ۱۹۸۹)
مت اسمیت (انگلیسی: Matt Smith؛ زادهٔ ۷ ژوئن ۱۹۸۹ بازیکن فوتبال اهل بریتانیا است.
از باشگاه‌هایی که در آن بازی کرده است می‌توان به باشگاه فوتبال سولیهال مورس، باشگاه فوتبال مکلسفیلد تاون، باشگاه فوتبال اولدهام اتلتیک، باشگاه فوتبال بریستول سیتی، باشگاه فوتبال فولام، باشگاه فوتبال نیو میلز، باشگاه فوتبال لیدز یونایتد، باشگاه فوتبال درویلزدن، و باشگاه فوتبال ردیچ یونایتد اشاره کرد.